# 심장압전
심장압전(心臟壓塡, Cardiac tamponade)은 심장을 둘러싸고 있는 장측 벽막과 외측 벽막사이에 혈액이나 액체, 공기 등이 고여 심장이 꽉 조인 것과 되어 심장의 기능이 떨어지는 병이다. 개정된 한글 용어 병명은 심장눌림증이다.

## 원인
대부분은 외상이다. 하지만 심장의 막 중에 장측 벽막의 손상, 혈관의 손상을 일으키는 질환, 즉 심내막염, 심장 종양 등도 원인이 될 수 있으나 드물다

## 증상
심장의 구출율, 즉 심장이 내보내는 혈액량이 심장이 압박 받은 만큼 급히 떨어지므로 혈압이 떨어지고, 의식이 변하며, 심한 경우 급사할 수도 있다.

## 징후
혈압 강하, 의식 변화, 맥박의 약화, 심장음의 약화 등이 생긴다. 심전도에서는 전기적 동요 (electrical alteranse), 저전압(low voltage) 등이 보일 수 있다.

## 치료
치료는 심장의 막 사이를 둘러싸고 있는 혈액을 빼내는 것이다. 진단이 어려워 사망하기 쉽다. 의심되면 심장초음파를 한다. 심장천자를 시도한다.